# Clay Allison
Robert Clay Allison, född 2 september 1841, död 3 juli 1887, var en amerikansk brottsling. Föddes i Wayne County i Tennessee och växte upp i Washita, New Mexico.  Han var en häftig, hänsynslös, alkoholiserad mördare som hade lätt för att trycka av.
Han var ranchägare och när två bröder misstänktes för att ha stulit hans tjurar försvann de från ranchen.
En annan historia talar om att en kvacksalvare i Las Vegas drog ut fel tand på honom och Clay gick tillbaka och drog ut fyra oxeltänder på kvacksalvaren. Med tiden hade Clay 15 offer på sitt samvete men han var rädd för den sortens rykte och när en tidningsartikel beskrev hans bragder protesterade han. 
Han avslutade sitt liv, den 3 juli 1887, med att trilla av vagnen, betydligt berusad, och bli överkörd med bakhjulen. Det räddade troligen en släktings liv, John McCullough, som Clay hade skrivit till sin bror att han skulle döda för John pratade någon smörja om honom.